# Cesare Maestri (athlétisme)
Pour les articles homonymes, voir Cesare Maestri et Maestri.
Cesare Maestri, né le 12 novembre 1993 à Tione di Trento, est un coureur de fond italien. Il est champion du monde de raquette à neige 2019, vice-champion du monde de course en montagne 2019 et champion d'Europe de course en montagne en montée 2022.

## Biographie
Cesare remporte ses premiers succès en 2011 en devenant champion d'Italie junior de course en montagne et en remportant la médaille de bronze par équipes juniors aux championnats d'Europe de course en montagne et aux championnats du monde où il se classe cinquième individuellement,.
Il se fait remarquer en remportant la course du Snowdon en 2014 sur un parcours raccourci.
Il explose en 2016. Il remporte le titre de champion d'Italie de course de relais en montagne avec Luca Cagnati et Xavier Chevrier et termine cinquième aux championnats d'Europe de course en montagne à Arco. L'année suivante, il confirme ses bons résultats en remportant la victoire au Trophée Nasego qui compte comme championnats d'Italie de course en montagne longue distance et remporte son second titre national.
Le 16 juin 2018, il remporte la victoire à la course du Mont Washington puis le 1er juillet, il parvient à s'immiscer entre les jumeaux Dematteis pour s'offrir la médaille d'argent aux championnats d'Europe de course en montagne à Skopje.
Après avoir remporté les deux dernières éditions de la Ciaspolada, il prend le départ des championnats du monde de raquette à neige le 5 janvier 2019 qui se déroulent dans le cadre de la classique italienne. Malgré les conditions peu idéales causées par le manque de neige, il parvient à battre le champion 2017 Joseph Gray et remporte le titre. Le 4 août, il remporte à nouveau le Fletta Trail en établissant un nouveau record du parcours en 1 h 25 min 26 s. Il remporte son troisième titre national en devenant champion d'Italie de course en montagne puis décroche la médaille d'argent aux championnats du monde de course en montagne à Villa La Angostura.
Le 20 janvier 2020, il devient le premier athlète italien depuis 22 ans à remporter la victoire au cross de Vallagarina.
Le 8 janvier 2022, il prend à nouveau le départ de la Ciaspolada qui accueille les championnats d'Europe de raquette à neige. Annoncé comme grand favori avec ses trois victoires passées, il assume son rôle et attaque dès le départ pour mener la course de bout en bout. Il s'impose aisément en 13 min 48 s avec plus de vingt secondes d'avance sur son plus proche poursuivant, l'Espagnol Ignacio Hernando Angulo. Il remporte ainsi son premier titre européen de la discipline. Annoncé comme favori sur l'épreuve en montée des championnats d'Europe de course en montagne et trail à El Paso, il assume son rôle et mène la course de bout en bout pour s'offrir le titre devant le surprenant Dominik Rolli et se pare également d'or au classement par équipes. Deux jours plus tard, il s'élance sur l'épreuve en montée et descente. Au coude à coude avec le Français Sylvain Cachard dans la première partie de course, il voit ce dernier accélérer en seconde partie pour filer vers la victoire. Cesare Maestri assure sa deuxième place pour remporter l'argent en individuel. Il décroche à nouveau l'or au classement par équipes.

## Palmarès

### Course en montagne
| no  | masculin           | Course                                                           | Longueur | Départ            | Temps           |
| --- | ------------------ | ---------------------------------------------------------------- | -------- | ----------------- | --------------- |
| 3e  | Médaille de bronze | Trophée Nasego                                                   | 17 km    | 18 mai 2014       | 1 h 16 min 57 s |
| 1re | Médaille d'or      | Course du Snowdon                                                | 11,26 km | 19 juillet 2014   | 47 min 20 s     |
| 2e  | Médaille d'argent  | Drei Zinnen Alpine Run                                           | 17,5 km  | 13 septembre 2015 | 1 h 32 min 2 s  |
| 2e  | Médaille d'argent  | Trophée Nasego                                                   | 20,6 km  | 15 mai 2016       | 1 h 36 min 57 s |
| 5e  | 5e                 | Championnats d'Europe de course en montagne                      | 12,3 km  | 2 juillet 2016    | 54 min 39 s     |
| 1re | Médaille d'or      | Sky del Canto                                                    | 22 km    | 2 avril 2017      | 1 h 37 min 49 s |
| 3e  | Médaille de bronze | Bolognano-Velo                                                   | 11,1 km  | 28 mai 2017       | 59 min 12 s     |
| 1re | Médaille d'or      | Trophée Nasego                                                   | 20,6 km  | 30 avril 2017     | 1 h 38 min 58 s |
| 2e  | Médaille d'argent  | Fletta Trail                                                     | 21 km    | 13 août 2017      | 1 h 27 min 34 s |
| 2e  | Médaille d'argent  | Course de Šmarna Gora                                            | 10 km    | 7 octobre 2017    | 43 min 20 s     |
| 1re | Médaille d'or      | Course du Mont Washington                                        | 12,23 km | 16 juin 2018      | 1 h 0 min 53 s  |
| 2e  | Médaille d'argent  | Championnats d'Europe de course en montagne                      | 11 km    | 1er juillet 2018  | 47 min 18 s     |
| 1re | Médaille d'or      | Fletta Trail                                                     | 21 km    | 5 août 2018       | 1 h 28 min 4 s  |
| 5e  | 5e                 | Championnats d'Europe de course en montagne                      | 10,1 km  | 7 juillet 2019    | 54 min 35 s     |
| 1re | Médaille d'or      | Trans D'Havet - Campogrosso Mountain Classic                     | 14,3 km  | 27 juillet 2019   | 1 h 3 min 14 s  |
| 1re | Médaille d'or      | Fletta Trail                                                     | 21 km    | 4 août 2019       | 1 h 25 min 26 s |
| 2e  | Médaille d'argent  | Championnats du monde de course en montagne                      | 14,7 km  | 15 novembre 2019  | 1 h 5 min 21 s  |
| 3e  | Médaille de bronze | Fletta Trail                                                     | 21 km    | 2 août 2020       | 1 h 28 min 42 s |
| 1re | Médaille d'or      | Mémorial Partigiani Stellina                                     | 14,4 km  | 23 août 2020      | 1 h 20 min 51 s |
| 3e  | Médaille de bronze | Course de Šmarna Gora                                            | 10 km    | 10 octobre 2020   | 42 min 59 s     |
| 3e  | Médaille de bronze | Sierre-Zinal                                                     | 31 km    | 7 août 2021       | 2 h 33 min 51 s |
| 2e  | Médaille d'argent  | Trophée Nasego                                                   | 20,6 km  | 5 septembre 2021  | 1 h 36 min 2 s  |
| 1re | Médaille d'or      | Championnats d'Europe de course en montagne - Montée             | 8,85 km  | 1er juillet 2022  | 44 min 48 s     |
| 2e  | Médaille d'argent  | Championnats d'Europe de course en montagne - Montée et descente | 17,6 km  | 3 juillet 2022    | 1 h 6 min 2 s   |
| 1re | Médaille d'or      | Drei Zinnen Alpine Run                                           | 17,5 km  | 10 septembre 2022 | 1 h 27 min 14 s |
| 7e  | 7e                 | Championnats du monde de course en montagne - Montée             | 8,5 km   | 4 novembre 2022   | 49 min 45 s     |
| 7e  | 7e                 | Championnats du monde de course en montagne - Montée et descente | 15,0 km  | 10 juin 2023      | 59 min 28 s     |
| 3e  | Médaille de bronze | Fletta Trail                                                     | 21 km    | 16 juillet 2023   | 1 h 28 min 49 s |
| 1re | Médaille d'or      | Giir di Mont                                                     | 32 km    | 30 juillet 2023   | 3 h 20 min 10 s |
| 2e  | Médaille d'argent  | Drei Zinnen Alpine Run                                           | 17,5 km  | 9 septembre 2023  | 1 h 28 min 7 s  |
| 4e  | 4e                 | Championnats d'Europe de course en montagne - Montée et descente | 16,0 km  | 2 juin 2024       | 1 h 12 min 14 s |

### Route/cross
| Année | Compétition             | Lieu           | Place | Épreuve       | Temps         |
| ----- | ----------------------- | -------------- | ----- | ------------- | ------------- |
| 2017  | MezzAosta               | Aoste          | 4e    | Semi-marathon | 1 h 7 min 9 s |
| 2020  | Cross della Vallagarina | Villa Lagarina | 1er   | Cross-country | 28 min 1 s    |

## Raquette à neige
| no  | masculin      | Course                                    | Longueur | Départ         | Temps       |
| --- | ------------- | ----------------------------------------- | -------- | -------------- | ----------- |
| 1re | Médaille d'or | La Ciaspolada                             | 8,2 km   | 6 janvier 2017 | 30 min 30 s |
| 1re | Médaille d'or | La Ciaspolada                             | 5,2 km   | 6 janvier 2018 | 18 min 38 s |
| 1re | Médaille d'or | Championnats du monde de raquette à neige | 7 km     | 5 janvier 2019 | 28 min 46 s |
| 1re | Médaille d'or | Championnats d'Europe de raquette à neige | 5,5 km   | 8 janvier 2022 | 13 min 48 s |
| 1re | Médaille d'or | La Ciaspolada                             | 5 km     | 6 janvier 2024 | 17 min 16 s |
| 1re | Médaille d'or | La Ciaspolada                             | 5 km     | 6 janvier 2025 | 18 min 17 s |

## Records
| Épreuve       | Performance    | Date     | Lieu             |
| ------------- | -------------- | -------- | ---------------- |
| 5 000 mètres  | 14 min 23 s 46 | Rovereto | 8 septembre 2020 |
| 10 000 mètres | 29 min 19 s 20 | Molfetta | 2 mai 2021       |
| 10 kilomètres | 29 min 16 s    | Trieste  | 18 avril 2021    |
| Semi-marathon | 1 h 2 min 25 s | Valence  | 24 octobre 2021  |